# 小松和彦
小松 和彦（こまつ かずひこ、1947年7月13日 - ）は、日本の文化人類学者・民俗学者。文化功労者。国際日本文化研究センター名誉教授・元所長。埼玉大学フェロー。大阪大学教授・国際日本文化研究センター教授。

## 経歴
1947年、東京都で生まれた。都立国立高校で学び、1966年に卒業。埼玉大学教養学部教養学科に進学し、1970年に卒業。旧・東京都立大学大学院社会科学研究科に進学し、1972年に修士課程を修了。1976年に同博士課程を単位取得退学。
1977年10月、信州大学教養部講師に就いた。1980年に助教授昇格。1983年、大阪大学文学部助教授に転じ、1996年に教授昇格。1997年、国際日本文化研究センター教授となった。2010年より同副所長を務め、2012年から同所長(任期は4年間)。2016年に同所長に再任され、2018年まで務めた(任期は2年間)。2017年、埼玉大学フェローも兼務。2018年、同所長に再び再任された(任期は2年間)。2020年、国際日本文化研究センターを退職して名誉教授となった。

### 委員ほか
- シューレ大学アドバイザー
- 豊中市史編さん委員
- 豊中市文化財審議会委員

## 受賞・受章
- 1979年 第10回渋沢賞 公益信託渋沢民族学振興基金
- 2012年 第22回高知出版学術賞（『いざなぎ流の研究―歴史のなかのいざなぎ流太夫』に対して）
- 2013年 紫綬褒章
- 2016年 文化功労者[6]
- 2017年 猪名川町町民栄誉賞
- 2018年 京都市文化功労者
- 2020年 瑞宝重光章[7][8]

## 研究内容・業績
専門は文化人類学で、口承文芸論や妖怪論、シャーマニズム、民間信仰を研究対象とし、超自然的な力や存在への信仰を体系的に研究している。
- 修士論文において信貴山縁起を構造分析し[9]、その後も説話や絵巻などを構造主義の観点から分析していった[10]。
- また憑物伝承について、『憑霊信仰論』でアメリカの人類学者ジョージ・M・フォスター（英語版）の「限定された富のイメージ（英語版）[11]」を援用し、貨幣経済が浸透した近世社会において霊的存在に負のイメージがみられるようになったとした[12][10]。
- 妖怪研究において、これまで柳田國男による妖怪を神の零落したものである[13]という考えが一般に普及していたが、自身のフィールドである高知県物部村で山姥が神に祀り上げられる事例から神と妖怪が人間のはたらきかけによって転移可能の存在であると指摘した[14]。
- 高知県物部村では陰陽道の要素をふくむ民間宗教いざなぎ流を40年以上にわたって研究し、『いざなぎ流の研究』にまとめている。

## 著作
単著
- 『神々の精神史』伝統と現代社 1978
  - 福武文庫
  - 講談社学術文庫（講談社）1997
  - 法蔵館文庫（法藏館）2023
- 『憑霊信仰論 妖怪研究への試み』伝統と現代社 1982／ありな書房 1984、増補1986
  - 講談社学術文庫 1994[15]
- 『異人論 民俗社会の心性』青土社 1985
  - ちくま学芸文庫（筑摩書房 1995[16]
- 『鬼の玉手箱 民族社会との交感』青玄社 1986
  - 福武文庫
- 『説話の宇宙』（人文書院）1987[17]
- 『日本の呪い 「闇の心性」が生み出す文化とは』光文社カッパ・サイエンス（光文社）1988
  - 改題『呪いと日本人』（角川ソフィア文庫 2014）
- 『悪霊論 異界からのメッセージ』青土社 1989
  - ちくま学芸文庫 1997[18]
- 『逸脱の精神誌 小松和彦対話集』青弓社 1990
- 『神隠し 異界からのいざない』弘文堂 1991
  - 改題『神隠しと日本人』角川文庫 2002[19]
- 『異界巡礼』青玄社 1992
  - 「日本魔界案内」
  - 「京都魔界案内」知恵の森文庫（光文社）
- 『日本妖怪異聞録』小学館 1992
  - 小学館ライブラリー
  - 講談社学術文庫 2007
- 『妖怪学新考－妖怪からみる日本人の心』（小学館） 1994[20]
  - 小学館ライブラリー
  - 洋泉社MC新書
  - 講談社学術文庫 2015
- 『酒呑童子の首』せりか書房 1997
- 『福の神と貧乏神』ちくまプリマーブックス（筑摩書房） 1998[21]
  - ちくま文庫 2009
- 『異界を覗く』洋泉社 1998
- 『安倍晴明「闇」の伝承』（桜桃書房）2000[22]
- 『神になった人びと－日本人にとって「靖国の神」とは何か』（淡交社）2001
  - 知恵の森文庫 光文社
- 『神なき時代の民俗学』（せりか書房）2002[23]
- 『異界と日本人－絵物語の想像力』（角川選書）2003[24]
  - 角川文庫
- 『妖怪文化入門』（せりか書房）2006[25]
  - 角川文庫 2012
- 『誰も知らなかった京都聖地案内 京都人が能楽にこめた秘密とは』知恵の森文庫（光文社） 2006
  - 改題『聖地と日本人』角川ソフィア文庫 2021
- 『百鬼夜行絵巻の謎』集英社文庫ビジュアル版　2008[26]
- 『いざなぎ流の研究 歴史のなかのいざなぎ流太夫』（角川学芸出版）2011
- 『「伝説」はなぜ生まれたか』（角川学芸出版）2013
- 『鬼と日本人』角川ソフィア文庫 2018
- 『神になった日本人』中公新書ラクレ 2020
- 『謎解き妖怪学』角川選書ビギナーズ 2024

編著
- 『これは「民俗学」ではない 新時代民俗学の可能性』編著（福武ブックス） 1989
- 『憑霊信仰』編 （雄山閣出版）1992
- 『現代の世相 祭りとイベント』編 （小学館）1997
- 『怪異の民俗学』（責任編集）全8巻（河出書房新社）2000、新版2022

1. 1巻「憑きもの」
2. 2巻「妖怪」
3. 3巻「河童」
4. 4巻「鬼」
5. 5巻「天狗と山姥」
6. 6巻「幽霊」
7. 7巻「異人・生贄」
8. 8巻「境界」

- 『記憶する民俗社会』編（人文書院）2000[27]
- 『神隠し譚』編（桜桃書房）2001[28]
- 『日本妖怪学大全』編 （小学館）2003
- 『怪異・妖怪百物語 異界の杜への誘い』編著 （明治書院）2006
- 『日本人の異界観－異界の想像力の根源を探る』（せりか書房）2006
- 『妖怪文化研究の最前線』編 (妖怪文化叢書)（せりか書房）2009
- 『妖怪文化の伝統と創造』編 (妖怪文化叢書)（せりか書房）2010
- 『妖怪学の基礎知識』（角川選書）2011
- 『進化する妖怪文化研究』 (妖怪文化叢書) （せりか書房）2017
- 『禍いの大衆文化 天災・疫病・怪異』（KADOKAWA）2021

共編著
- 『経済の誕生 鬼と富の民俗学』栗本慎一郎共著 （工作舎）1982[29]
- 『他界をワープする 民俗社会講義』立松和平対談 （朝日出版社）1984 
  - Lecture books 「他界への冒険」光文社文庫
- 『鬼がつくった国・日本 歴史を動かしてきた「闇」の力とは』内藤正敏共著（光文社カッパ・サイエンス 1985
  - 光文社文庫
- 『妖怪草紙 あやしきものたちの消息』荒俣宏対談 （工作舎）1988
  - 学研Ｍ文庫
- 『日本人のこころ―神と仏のあいだ―』五木寛之・門脇禎二・田中優子・松岡正剛共著 （角川書店）1993
- 『鬼から聞いた遷都の秘訣 地震・風水・ネットワーク』荒俣宏共著 （工作舎）1997
- 『死 21世紀へのキーワード』中村雄二郎共著 （岩波書店）1999
- 『創造学の誕生 闇と聖を活かしたゆたかさを求めて』五十嵐敬喜共著 （ビオシティ）2000
- 『新しい民俗学へ 野の学問のためのレッスン26』関一敏共編 （せりか書房）2002
- 『死の儀法 在宅死に見る葬の礼節・死生観』近藤功行共編 （ミネルヴァ書房）2008
- 『宮澤賢治の深層 宗教からの照射』プラット･アブラハム･ジョージ共編 （法蔵館書店）2012
- 『デジタル人文学のすすめ』楊暁捷、荒木浩共編（勉誠出版）2013
- 『異人論とは何か: ストレンジャーの時代を生きる』山泰幸共編 （ミネルヴァ書房）2015
- 水木しげる『妖怪たちのいるところ』（KADOKAWA、2018年）[30]
- 『妖怪文化研究の新時代』安井眞奈美・南郷晃子共編（せりか書房）2022

監修
- 『大人の探検 妖怪』（実業之日本社、2015）
- 『カラー版 重ね地図で読み解く京都の「魔界」』（宝島社新書、2019）
- 『呪術の世界　別冊太陽 日本のこころ』（平凡社、2024）

訳書
- 『人間と動物 構造人類学的考察』ロイ・ウィリス著 紀伊國屋書店 1979
- 『鯰絵 民俗的想像力の世界』コルネリウス・アウエハント
中沢新一・飯島吉晴・古家信平共訳 （せりか書房）1979／岩波文庫 2013

テレビ出演
- NHK総合テレビ, 『爆笑問題のニッポンの教養』「FILE112 京都パワースポットミステリーツアー」（2010年6月8日）
- 放送大学学園, 特別講義『妖怪と日本人』講師
- NHK教育テレビ，『知るを楽しむ この人この世界―小松和彦 神になった日本人』

第1回「人はいかにして神になるのか―藤原鎌足」（2008年8月4日午後10:25-10:50）
第2回「史上最大の祟り神―崇徳上皇」（2008年8月11日午後10:25-10:50）
第3回「北朝の寺、南朝の社―後醍醐天皇」（2008年8月18日午後10:25-10:50）
第4回「怨霊から顕彰神となった義民―佐倉惣五郎」（2008年8月25日午後10:25-10:50）
第5回「神になることを望んだ権力者―豊臣秀吉」（2008年9月1日午後10:25-10:50）
第6回「東から全国を照らす神―徳川家康」（2008年9月15日午後8:00-8:25）
第7回「思慕と敬愛の「記憶装置」―西郷隆盛」（2008年9月22日午後10:25-10:50）
第8回「祀り手が神を生かす―お竹、増田敬太郎]（2008年9月29日午後10:25－10:50）
- 毎日放送 , 『Voice』きわもん「妖怪博士が思う現代の妖怪ブーム」（2009年7月24日放送）
- 関西テレビ , 『NMBとまなぶくん』（2013年7月25日放送）
- テレビ朝日 , 『chouchou』（テーマ：妖怪・2018年3月25日放送）